# 保盧斯冰川
69°24′S 70°33′W / 69.400°S 70.550°W
保盧斯冰川（英語：Paulus Glacier）是南極洲的冰川，位於亞歷山大一世島北部，處於庫波拉山以西，流經魯昂山脈，最終注入漢普頓冰川，由美國探險隊拍攝空中照片。